# Чишманешти (Ботошани)
Чишманешти (рум. Cișmănești) насеље је у Румунији у округу Ботошани у општини Добарчени. Oпштина се налази на надморској висини од 197 m.

## Становништво
Према подацима из 2002. године у насељу је живело 468 становника, од којих су сви румунске националности.